# ヒュー・クリフォード (第4代クリフォード男爵)
第4代チャッドリーのクリフォード男爵ヒュー・クリフォード（英語: Hugh Clifford, 4th Baron Clifford of Chudleigh、1726年9月29日 – 1783年9月1日）は、イギリスの貴族。

## 生涯
第3代チャッドリーのクリフォード男爵ヒュー・クリフォードとエリザベス・ブラウント（Elizabeth Blount、1778年11月没、エドワード・ブラウントの娘）の息子として、1726年9月29日に生まれた。1732年3月26日に父が死去すると、チャッドリーのクリフォード男爵の爵位を継承した。
1749年12月17日、アン・リー（Anne Lee、1731年頃 – 1802年12月9日、第2代リッチフィールド伯爵ジョージ・リーの娘）と結婚、4男4女をもうけた。
- フランシス（1752年10月7日没）
- ヒュー・エドワード・ヘンリー（1756年 – 1793年） - 第5代チャッドリーのクリフォード男爵
- チャールズ（1759年 – 1831年） - 第6代チャッドリーのクリフォード男爵
- ロバート・エドワード（1767年10月16日 – 1817年2月18日）
- トマス・エドワード（1774年12月5日 – 1817年4月2日） - 1807年11月17日、ヘンリエッテ・フィリッピネ・フォン・リュッツォウ（Henriette Philippine von Lutzow）と結婚、子供あり
- アン・エリザベス・マリア
- マリア・アンナ・ローサ（Maria Anna Rosa）
- シャーロット

1783年9月1日にアッグブルックで死去、同地で埋葬された。長男ヒュー・エドワード・ヘンリーが爵位を継承した。